# Acerodon jubatus
La volpe volante dal capo dorato (Acerodon jubatus Eschscholtz, 1831) è un pipistrello appartenente alla famiglia degli Pteropodidi, diffuso nell'Arcipelago delle Filippine.

## Descrizione

### Dimensioni
Pipistrello di grandi dimensioni, con la lunghezza totale tra 255 e 310 mm, la lunghezza dell'avambraccio tra 165 e 215 mm, la lunghezza delle orecchie tra 31 e 41 mm, un'apertura alare fino a 1,7 m e un peso fino a 1,25 kg. È considerato tra le specie di pipistrelli più grandi del mondo.

### Aspetto
La pelliccia è corta. Il colore generale del corpo è bruno-nerastro, con le parti ventrali densamente cosparse di peli giallastri. Le spalle sono color nocciola. Il capo e la nuca sono color giallastro, fortemente in contrasto con il resto della pelliccia. Il muso è nerastro, lungo ed affusolato, gli occhi sono grandi. Le orecchie sono lunghe e larghe, attenuate verso l'estremità arrotondata. Le membrane alari variano dal marrone al marrone scuro e sono chiazzate con macchie irregolari più chiare. La tibia è ricoperta di peli soltanto nella prima metà dorsale. Il pollice è insolitamente più lungo rispetto alle altre specie del genere. È privo di coda, mentre l'uropatagio è ridotto ad una sottile membrana lungo la parte interna degli arti inferiori ed è ricoperto densamente di peli nella sua parte centrale. La sottospecie A.j. mindanensis è la più grande.

## Biologia

### Comportamento
Si rifugia su alberi massicci, spesso su scogliere inaccessibili, in colonie numerose fino a 5.000 individui, insieme ad altre specie di Pteropus.

### Alimentazione
Si nutre di specie native di Ficus.

### Riproduzione
Le femmine danno alla luce un piccolo una volta l'anno tra aprile e maggio.

## Distribuzione e habitat
Questa specie è diffusa nell'Arcipelago delle Filippine.
Vive in foreste primarie fino a 1.100 metri di altitudine. È stato osservato anche in mangrovie, foreste di bambù e foreste paludose. Preferisce le piccole isole lungo la costa.

## Tassonomia
Sono state riconosciute 2 sottospecie:
- A.j.jubatus: Basilan, Bohol, Bongao, Cabog, Cebu, Dinagat, Jolo, Leyte, Luzon, Marinduque, Maripipi, Mindoro, Negros, Panay, Sarangani, Sibutu, Siquijor;
- A.j.mindanensis (K.Andersen, 1909): Mindanao.

La specie A.lucifer, considerata estinta, era praticamente identica esternamente a A.jubatus, ma con un avambraccio di soli 165 mm. Viene attualmente trattata come sinonimo.

## Conservazione
La IUCN Red List, considerato il declino della specie dovuto alla caccia e al degrado del suo habitat, classifica A. jubatus come specie in pericolo di estinzione (Endangered).
La CITES ha inserito questa specie nell'appendice I.